# Macchi M.17
Il Macchi M.17 fu un idrocorsa (idrovolante da competizione) monomotore biplano sviluppato dall'azienda aeronautica italiana Aeronautica Macchi nei primi anni venti.
Derivato dal precedente Macchi M.7 e realizzato, il primo dell'azienda espressamente progettato allo scopo, per partecipare all'edizione 1922 della Coppa Schneider, riuscì a conquistare in quell'occasione il terzo posto ai comandi di Arturo Zanetti.

## Storia del progetto
L'M.17 è stato il primo idrovolante da corsa della società Macchi progettato da Alessandro Tonini.

## Descrizione tecnica
Era un aeromobile idrovolante da corsa monoposto spinto da un motore Isotta Fraschini V.6 da 186 kw (250 CV), montato in configurazione spingente sulla parte superiore dell'ala, cui era collegato tramite montanti ad N, e che imprimeva il moto a un'elica bipala.

## Impiego operativo
Il Macchi M.17 fu costruito in due esemplari; il primo si distrusse in un atterraggio mentre il secondo esemplare, l'I-BAHG, ottenne il terzo posto alla Coppa Schneider nella gara del 1922, svoltasi in un circuito a Napoli.
Al posto di comando vi era Arturo Zanetti, che mantenne una velocità media di 225 km/h.